# Grm pri Podzemlju
Grm pri Podzemlju je naselje v Občini Metlika.